# الرابطة الإسلامية في فلسطين
الرابطة الإسلامية في فلسطين. عُرفت سابقاً بإسم الجماعة الإسلامية، وهي الإطار الطلابي لحركة الجهاد الإسلامي في فلسطين.
تعتبر الرابطة الإسلامية، تيار طلابي إسلامي، اجتماعي، واعي، ثوري، نبتت من صلب المشروع الإسلامي النهضوي العالمي، والمنبثق من داخل الجماهير، ليكون طليعتها نحو النصر والتمكين.

## أهداف الرابطة الإسلامية[3]
1. غرس العقيدة والأخلاق في نفوس الطلاب وتبصيرهم وتنشئتهم على هديه، لبناء الشخصية المؤمنة المسؤولة الملتزمة بالضوابط الدينية والمتمسكة بقيم المجتمع وأعرافه الحميدة.
2. تحرير الولاء لدى الطلاب وتقوية روح الرابطة فيهم، وتعزيز انتمائهم للإسلام وفلسطين، وترسيخ حب الوطن والشعب والأمة والإنسانية في وجدانهم.
3. تفجير طاقات الطلاب واستنهاض هممهم للبذل والعطاء والإيثار والتضحية وتنمية روح المبادرة والإبداع لديهم وتقوية قدراتهم ومهاراتهم وتشجيع مواهبهم وملكاتهم من أجل المساهمة في تحقيق حرية الوطن والإنسان، وبناء مجتمع الفضيلة والطهر.
4. نشر الوعي الإسلامي والوطني بما يربط حركة الحياة بمقاصد الدين ويخدم قضية (فلسطين) ويستلهم التجارب النضالية والمُنْجَزات الحضارية لشعبنا وأمتنا.
5. تحقيق التفاعل الاجتماعي بإشاعة أجواء الحوار والتزام آدابه في التخاطب والتناصح والمجادلة بالتي هي أحسن، وضرب المثل في الحلم والتسامح وقبول التنوع واختلاف الرأي والابتعاد عن الإكراه والقسر.
6. تحقيق أوسع انتشار بين الطلاب لإعداد جيل رسالي رائد يكون قدوة في احترام أساتذته وحب إخوانه وأقرانه وتعاونه معهم وإتقانه لعمله وتحصيله العلمي.
7. تبني قضايا الطلاب والدفاع عن حقوقهم والمساهمة في حل مشكلاتهم الأكاديمية ما أمكن، تحقيقاً لمبدأ التعاضد والتكافل الذي نص عليه ديننا الحنيف.

## وسائل الرابطة الإسلامية[4]
تسعى الرابط الإسلامية لتحقيق أهدافها من خلال الوسائل التالية:
- حشد طلبة فلسطين وتأطيرهم ضمن صفوف الرابطة الإسلامية واستقطاب العناصر المؤهلة لتقوم بدورها الطبيعي.
- إقامة الحلقات الدراسية والفكرية والتثقيفية المختصة بشؤون الإسلام وفلسطين.
- القيام بتنظيم المعارض والمهرجانات المختلفة وتنظيم لقاءات وندوات مع الحركات الطلابية والشبابية والتنسيق معها.
- إصدار مجلة تكون لسان الرابطة الإسلامية الطلابية في فلسطين، وتوزيعها على أعضاء الرابطة وجمهور الطلبة في جامعات ومعاهد ومدارس الوطن.
- إنشاء صندوق مالي للرابطة يستلم إيراداتها ويسدد نفقاتها.
- إصدار النشرات والكتب والمواد الطلابية والنقابية في الميادين والمناسبات المختلفة في الداخل والخارج.
- تمثيل الرابطة في المؤتمرات والندوات النقابية والطلابية في الميادين والمناسبات المختلفة في الداخل والخارج.
- تنسيق الجهود بين الجامعات والاتحادات الطلابية لرفع المستوى العلمي والأكاديمي للطلبة الفلسطينيين في مختلف العلوم .
- تعزيز علاقة التعارف والتواصل بين طلبة فلسطين في جميع الساحات داخل فلسطين وخارجها.
- الاتصال والتعاون مع الاتحادات الطلابية الفلسطينية العربية والإسلامية والدولية لصالح الإسلام والقضية الفلسطينية.
- التنسيق مع الجهات الأكاديمية المعنية رسمية وشعبية لتوفير مقاعد ومنح دراسية للطلاب الفلسطينيين.